# Kitanagoya
Kitanagoya è una città giapponese della prefettura di Aichi.